# 奇帕塔 (桑坦德省)
奇帕塔（西班牙語：Chipatá）是哥倫比亞的城鎮，位於該國東北部，由桑坦德省負責管轄，面積85平方公里，始建於1537年3月8日，海拔高度1,552米，2005年人口4,972，人口密度每平方公里58.49人。
6°03′N 73°38′W / 6.050°N 73.633°W